# Mihail-Constantin Eremia
Mihail-Constantin Eremia (n. 11 noiembrie 1956, orașul Giurgiu – d. 17 aprilie 2006, București) a fost un jurist român, care a lucrat ca profesor universitar la Catedra de Drept Public a Facultății de Drept din Universitatea București și Adjunct al Avocatului Poporului între anii 2005-2006.

## Biografie
Mihail-Constantin Eremia s-a născut la data de 11 noiembrie 1956 în orașul Giurgiu. A absolvit Liceul de Muzică din Pitești în anul 1975, la clasa de vioară. Apoi în anul 1988 a absolvit Facultatea de Drept, secția de drept administrativ din cadrul Universității București, clasându-se primul din clasa sa cu media 9,98. În perioada septembrie 1991-iunie 1992 a efectuat studii de doctorat la Universitatea Aix Marseille III din Franța. În anul 1994 a obținut titlul de Doctor în drept la Facultatea de Drept din București.
După absolvirea Facultății în anul 1988, a fost numit în funcția de jurist la Prefectura județului Giurgiu. În martie 1990, este transferat ca jurist la Biroul Național de Administrație Publică, lucrând cu guvernul României.
Din octombrie 1990, și-a desfășurat activitatea didactică la Facultatea de Drept a Universității București, urcând pe rând treptele ierarhiei didactice: asistent, lector, conferențiar și profesor universitar. El a predat cursurile de teoria generală a dreptului și sociologie juridică.
Din anul 1992 a îndeplinit funcția de secretar științific la Catedra de Drept Public și apoii de locțiitor al șefului de catedră. Domenii sale academice și științifice de cercetare au fost următoarele: teoria Generală a Dreptului, sociologie juridică, filosofia dreptului, drepturile omului în Europa, dreptul media, drept constituțional, drept internațional umanitar și metodologie juridică.
Printre activitățile academice și științifice efectuate de către profesorul Eremia, menționăm pe cele de: referent științific în comisiile pentru acordarea doctoratului științific; consultant științific în cadrul Centrului de Drept Constituțional și Instituții Politice, coordonat de profesorul universitar doctor Ioan Muraru; referent științific al unor cursuri universitare, manuale universitare, studii și articole de specialitate; expert la Ministerul Educației și Cercetării pentru Comisia de acordare a burselor de studiu în străinătate.
Între anii 2005-2006, prof. dr. Mihail-Constantin Eremia a lucrat ca adjunct al Avocatului Poporului. A decedat la data de 17 aprilie 2006 în orașul București.

## Cursuri publicate
Mihail-Constantin Eremia este autorul mai multor cărți de teorie generală a dreptului, dintre care menționăm următoarele:
- "Sociologie juridică" (reeditare la prima ediție, Editura Universității din București, 2000) - în colaborare cu prof. dr. Nicolae Popa și prof. dr. Ioan Mihăilescu;
- "Sociologie juridică" (ediția a 2-a, Editura Universității din București, 2003);
- "Dreptul comunicării-Legislația și Jurisprudența presei" (Editura CREDIS, București, 2003);
- "Noțiuni de Drept și Terminologie juridică" (Editura Universității București, 2004);
- "Dreptul Comunicării publice" (Editura Universității București, 2004);
- "Introducere în Drept Constituțional" (Editura CREDIS, Universitatea din București, 2004);
- "Teoria generală a dreptului" (Editura All Beck, București, 2005) - în colaborare cu prof. dr. Nicolae Popa);
- "Teoria generală a dreptului - Sinteze de seminar" (Editura All Beck, București, 2005) - în colaborare cu prof. dr. Nicolae Popa);
- "Drepturile omului în Europa, note de curs" (Facultatea de Filosofie a Universității din București, 2005).